# Tochmarc Luaine acus aided Athirni
Tochmarc Luaine acus aided Athirni („Die Werbung Luaines und der Tod Athirnes“) ist der Name einer Erzählung aus der Irischen Mythologie, die vermutlich im späten 12. bis frühen 13. Jahrhundert aufgezeichnet wurde, jedoch ältere Sagenstoffe überliefert.

## Inhalt
Tochmarc Luaine acus aided Athirni ist die Fortsetzung von Longas mac nUislenn („Das Exil der Söhne Uislius“). König Conchobar mac Nessa von Ulster verfällt nach dem Freitod der von ihm begehrten Deirdre in tiefen Schwermut. Seine Gefolgsleute bestürmen ihn, sich eine neue Gattin zu suchen und auch Leborcham, die einst Deirdre und Naoise zusammengeführt hatte, verspricht, dabei zu helfen. Auf Brautschau geschickt, findet sie im Síd („Elfenhügel“) eines Fürsten der Anderswelt dessen Tochter, die wunderschöne Luaine. Von der begeisterten Schilderung Leborchams ist Conchobar so angetan, dass er sofort beschließt, das Mädchen zu heiraten. Er betritt den Síd, verliebt sich in Luaine, zahlt ihrem Vater den Brautpreis und reist zurück in seine Residenz Emain Macha, um die Hochzeitsfestlichkeiten vorzubereiten.
Athirne (auch Aithirne), der Dichter (fili) des Königs, beschließt, neugierig geworden, zusammen mit seinen beiden Söhnen Luaine zu besuchen, da sie sich von der zukünftigen Königin reiche Geschenke erhoffen. Von ihrer Schönheit geblendet, bestürmen die drei Männer das Mädchen, sie zu erhören, da sie sonst an Liebesleid zugrunde gehen würden. Doch Luaine ist weder durch Schmeicheleien, noch durch Versprechungen oder Drohungen zu erweichen. Daraufhin singen Athirne und seine Söhne Verwünschungen (glám dícenn) über das Mädchen, so dass auf ihren Wangen eine schwarze („Schande“), eine rote („Schmach“) und eine weiße („Schimpf“) Beule wachsen. Vor Scham darüber stirbt Luaine an gebrochenem Herzen. Als Conchobar davon erfährt, erschlägt er die drei filid und brennt ihre Behausung nieder, kann jedoch Luaine nicht mehr zurückholen.
Als Nebenfigur, dafür aber in vierfacher Gestalt, wird in der Erzählung der Meeresgott Manannan erwähnt – dreimal als König von Man, einmal als Druide Manannan mac Alloit von der Apfelinsel Emain Ablach, ebenfalls einem Synonym für Man.